# Eparchie dnipropetrovská
Eparchie Dnipropetrovsk je eparchie ukrajinské pravoslavné církve Moskevského patriarchátu.

## Území a titul biskupa
Zahrnuje správní hranice území východních rajónů Dněpropetrovské oblasti.
Eparchiálnímu biskupovi náleží titul biskup dnipropetrovský a pavlohradský.

## Historie
Ve druhé polovině 18. století Ruské impérium anektovalo území ovládané Osmanskou říší. Došlo k příchodu pravoslavných věřících na nové území, které od roku 1764 získalo název Nové Rusko. Území bylo spravováno kyjevskými biskupy.
Na návrh knížete Grigorije Alexandroviče Potěmkina byla Novoruská gubernie výnosem carevny Kateřiny II. ze 7. září 1775 včleněna pod nové zřízenou slovjanskou a chersonskou eparchii se sídlem v Poltavě. Součástí eparchie byla také Azovská gubernie.
V dubnu roku 1784 byl k eparchii připojen také dobytý Krym, který byl předtím součástí Osmanské říše. Se jmenováním arcibiskupa Amvrosije (Serebrennikova) byla eparchie přejmenována na jekatěrinoslavskou. Až do roku 1797 sídlila stále v Poltavě.
Dne 21. prosince 1797 bylo sídlo eparchie výnosem cara Pavla I. přesunuto do Novomyrhorodu a eparchie získala název novorossijská.
Roku 1813 připadla mala část území nově zřízené kišinevské eparchii.
Dne 9. května 1837 byla z eparchie vydělena samostatná eparchie chersonská.
Na počátku Velké vlastenecké vlaky nezůstal v Dnipropetrovsku žádný fungující chrám. Roku 1942 obnovila Ukrajinská autonomní pravoslavná církev 10 farností v Dnipropetrovsku a 318 na celém území eparchie.
Od roku 1961 do roku 199o byla eparchie dočasně řízená simferopolskými biskupy.
Roku 1992 byla rozhodnutím Svatého synodu Ukrajinské pravoslavné církve oddělena z eparchie nová eparchie záporožská a 27. července 1996 eparchie kryvorižská.

## Seznam biskupů
- 1775–1779 Eugenios (Voulgaris)
- 1779–1786 Nikeforos (Theotokis)
- 1786–1792 Amvrosij (Serebrennikov)
  - 1793–1793 Iov (Poťomkin) dočasný správce
- 1793–1799 Gavriil (Bănulescu-Bodoni) svatořečený
- 1799–1805 Afanasij (Ivanov)
- 1805–1811 Platon (Ljubarskyj)
- 1812–1823 Iov (Poťomkin)
- 1823–1827 Feofil (Tatarskij)
- 1827–1828 Onisifor (Borovik)
- 1828–1837 Gavriil (Rozanov)
- 1837–1838 Anastasij (Ključarjov)
- 1838–1853 Innokentij (Alexandrov)
- 1853–1864 Leonid (Zareckij)
- 1864–1868 Platon (Trojepolskij)
- 1868–1871 Alexij (Novosjolov)
- 1871–1885 Feodosij (Makarevskyj)
- 1885–1891 Serapion (Majevskyj)
- 1891–1892 Avgustyn (Guljanyckyj)
- 1891–1896 Vladimir (Šimkovič)
- 1896–1911 Simeon (Pokrovskij)
- 1911–1919 Agapit (Vyšnevskyj)
  - 1919–1919 Dymytrij (Verbyckyj) dočasný správce
- 1919–1920 Germogen (Maximov)
  - 1920–1921 Jevlampij (Krasnokutskij) dočasný správce
- 1921–1925 Volodymyr (Sokolovskyj)
- 1925–1928 Makarij (Karmazyn) svatořečený mučedník
- 1928–1937 Georgij (Delijev)
  - 1929–1929 Kostjantyn (Djakov) dočasný správce svatořečený mučedník
  - 1931–1931 Sergij (Grišin) dočasný správce
- 1942–1943 Dymytrij (Mahan)
- 1944–1955 Andrej (Komarov)
  - 1955–1955 Simon (Ivanovskij) dočasný správce
- 1955–1959 Gurij (Jegorov)
- 1959–1961 Ioasaf (Leljuchin)
- 1961–1961 Alipij (Chotovyckyj)
  - 1961–1990 dočasně spravována simferopolskými biskupy
- 1990–1990 Varlaam (Iljuščenko)
- 1990–1992 Gleb (Savin)
- 1992–1993 Kronid (Miščenko)
  - 1993–1993 Agafangel (Savvin) dočasný správce
- od 1993 Irynej (Serednij)